# Зов тигра
„Зов тигра“ е национален парк в Приморски край на Русия.

## География
Националният парк се намира в югоизточната част на Приморския край в югоизточните части на планинския масив Сихоте Алин. Територията му лежи в три административни района – Чугуевски, Олгински и Лазовски. Дължината му от север на юг е 42 km, а ширината му от запад на изток е 39 km. От неговата тееритория извират някой от горните притоци на река Усури и притоците на още няколко големи реки в района.

## Фауна
Националният парк е изключително богат на представители от животинския свят. Тук се срещат всички редки и ендемични видове бозайници от Далечния изток.
От бозайниците тук се срещат:
- Разред Насекомоядни: даурски таралеж, усурийска къртица, около 10 вида кафявозъбки.
- Разред Зайцевидни: манджурски заек, заек беляк, северна сеносъбирачка.
- Разред Гризачи: манджурска катерица, бурундук, азиатска горска мишка, полски мишки, оризищна мишка, далекоизточна полевка, червена сибирска полевка.
- Разред Хищници: амурски тигър, подвид на бенгалската котка, далекоизточна горска котка, рис, амурски леопард (изчезнал оттук в средата на 70-те години на XX век), вълк, азиатско диво куче (към момента не се среща тук), лисица, енотовидно куче, язовец, самур, видра, невестулка, кафява мечка, тибетска мечка.
- Разред Чифтокопитни: дива свиня, благороден елен, петнист елен, сърна, горал, сибирска кабарга.

Птичото разнообразие е представено от предимно горска орнитофауна. Тук гнездят повече от 100 вида птици.

## Флора
Характерно е, че през последните милиони години територията на южната част на Приморския край не е обхващана от ледена покривка. Поради това в съчетание със специфичното географско положение и особеностите на климата са причина за наличието на уникално разнообразие в растителния свят. На територията на националния парк се срещат както съвременни видове растения така и представители на древната флора.

## Исторически обекти
В близост до националния парк се намират много археологически паметници свързани със средновековието. В този период тук се е намирала държавата Бохай и Златната империя на чжуржените. Обектите са разрушени преди около 800 години. На територията на самия парк не са извършвани разкопки, но съществуват свидетелства за наличието на останки.